# Jonny Trunk
Jonny Trunk, nato Jonathan Benton-Hughes (Londra, ...), è un musicista britannico, fondatore della Trunk Records.

## Biografia
Nato nel West London, Jonathan Benthon-Hughes ricevette il soprannome "Trunk" (traducibile in "proboscide") dai suoi amici perché da loro considerato un "ficcanaso"; lo stesso musicista affermò: «Una parte di me vorrebbe fare il detective. Mi piace curiosare.»
Nel 1995 (secondo altre fonti nel 1996) fondò l'omonima etichetta, specializzata in musica cinematografica, televisiva, di compositori d'avanguardia e pionieri elettronici come Basil Kirchin e Desmond Leslie e in uscite pornografiche vintage.
Trunk pubblicò anche alcuni album a suo nome, tutti editi tramite la sua etichetta. Tra questi spicca Dirty Fan Male del 2002, in cui l'attore Duncan Wisbey legge le lettere ricevute dalla sorella di Trunk Emma Benton-Hughes, un'attrice pornografica. Divenuto un disco di culto, Dirty Fan Male venne trasposto da Trunk in uno spettacolo tenuto in occasione dell'Edinburgh Fringe 2004 che ottenne il "Best Concept Award" del quotidiano The Guardian, così come in un libro edito dalla HarperCollins. A Dirty Fan Male venne anche dedicato un documentario trasmesso su Channel 4.
Nel 2005 Trunk pubblicò, in collaborazione con la FUEL, The Music Library, libro dedicato a numerose copertine di rari dischi di library music.
Nel 2007, Trunk e Wisbey pubblicarono il singolo The Ladies' Bras che, grazie alla promozione del disc jockey Danny Baker, raggiunse la posizione numero 27 della UK Singles Chart. I suoi 36 secondi di durata la rendono la traccia più corta mai comparsa nella top 30 di tale classifica.
Tra il 2003 e il 2022, Jonny Trunk tenne su Resonance FM il suo spettacolo radiofonico Jonny Trunk OST Show, dedicato alla musica per film, la televisione e quella per sonorizzazioni. Lavorò anche al documentario in formato broadcast della BBC Into The Music Library del 2011.

## Vita privata
Trunk vive ad Hackney dove conserva una grande collezione di dischi.

## Libri
- Dirty Fan Male, 2005
- The Music Library, 2005
- Dressing For Pleasure, 2010
- Own Label: Sainsbury's Design Studio 1962-1977, 2011
- The Art Of Smallfilms, 2014

## Discografia

### Album in studio
- 2002 – Dirty Fan Male (con Duncan Wisbey)
- 2004 – The Inside Outside
- 2009 – Scrap Book

### Singoli
- 2001 – The Snow It Melts the Soonest
- 2002 – Sister Woo/Mr. Hand
- 2003 – Dead Soon
- 2007 – The Ladies' Bras